# Núi Erebus
Núi Erebus là một núi lửa đang hoạt động ở châu Nam Cực, nằm bên bờ biển phía đông của đảo Ross với độ cao 3.794 m (12.448 ft) trên mực nước biển. Trên đảo này có 3 ngọn núi lửa không hoạt động khác, đáng chú ý là núi Terror. Núi này đã được nhà thám hiểm Scotland là James Ross phát hiện ra năm 1841 và đã đặt tên cho nó theo tên của một trong hai chiếc tàu của ông.. Nhà thám hiểm Anh quốc Robert Falcon Scott đã thiết lập các doanh trại mùa Đông của mình ở gần núi Erebus trong chuyến thám hiểm năm 1901-1904 của ông và sau đó một nhà thám hiểm Anh quốc khác là Ernest Henry Shackleton cũng đã thiết lập doanh trại của mình trong chuyến thám hiểm 1907-1909. Sau đó, núi Erebus và khu vực xung quanh đã trở thành một trong những khu vực được thám hiểm kỹ lưỡng nhất ở Nam Cực. Tháng 3 năm 1908, các thành viên của đoàn thám hiểm Shackleton đã lên đến đỉnh của núi này. Năm 1979, một máy bay chở khách 901 Air New Zealand đã rơi trên đỉnh núi này làm 257 người trên máy bay tử nạn.
Ngọn núi này đã được quan sát và vẫn tiếp tục hoạt động từ năm 1972 và là nơi có đài quan sát núi lửa Erebus của New Mexico Tech  Lưu trữ ngày 28 tháng 5 năm 2018 tại Wayback Machine